# Hørsholm
Hørsholm (deutsch Hirschholm) anhörenⓘ ist ein Ort auf der dänischen Insel Seeland in der Region Hovedstaden. Aufgrund des stetigen Wachstums seit der Gründung wuchs Hørsholm über die in der Kommunalreform von 1970 festgelegten Kommunegrenzen der Hørsholm Kommune hinweg und erstreckt sich so auch in die nördlich gelegene Nachbarkommune Fredensborg und in die südlich gelegene Kommune Rudersdal.
In der Stadt lebten am 1. Januar 2025 insgesamt 48.349 Einwohner, davon 24.660 in der Hørsholm Kommune, 10.328 in der Fredensborg Kommune und 13.361 in der Rudersdal Kommune.
Das Gebiet gehört zum Einzugsgebiet Kopenhagens und ist, wie andere nördlichen Vororte, von Wohlstand geprägt. Die Helsingør-Autobahn (E 47) und die Bahnstrecke København–Helsingør durchquert den Ort. Der Bahnhof Kokkedal liegt im Ortsgebiet; jedoch nutzt das zentrale Hørsholm eher den Bahnhof Rungsted Kyst zwei Kilometer östlich.

## Geschichte
König Christian VI. ließ 1730 das große Barockschloss Hirschholm für sich und seine Frau Sophie Magdalene erbauen. 1739 erhielt die in der Praktik noch kaum existierende Stadt die Stadtrechte. Das Schloss, das im Stil von Versailles war, verfiel ab 1771 und wurde 1810–12 abgerissen. Nur Ställe, Scheunen und andere Ökonomiegebäude sind erhalten.
Auf demselben Platz, auf einer Insel im Schlosspark, wurde 1823 die Hørsholm Kirche nach Entwurf von Christian Frederik Hansen erbaut. Die klassizistische Kirche ist der vom selben Architekt erbauten Marienkirche in Husum sehr ähnlich.
Die Stadtrechte wurden 1867 aufgehoben.

## Söhne und Töchter der Stadt
- Louise Auguste von Dänemark (1771–1843), Herzogin
- Holger Werfel Scheuermann (1877–1960), Orthopäde und Röntgenarzt
- Kai Ewans (1906–1988), Jazzmusiker und Bandleader
- Peter Rasmussen (1906–1992), Jazz-Posaunist und Bandleader
- Anja Cetti Andersen (* 1965), Astrophysikerin, Astronomin und Hochschullehrerin
- Jørgen Bo Petersen (* 1970), Radrennfahrer
- Thomas Poulsen (* 1970), Ruderer
- Margit Pörtner (1972–2017), Curlerin
- Helle Søholt (* 1972), Architektin und Stadtplanerin
- Jakob Ellemann-Jensen (* 1973), Politiker
- Jacob Madsen Vejle (* 1973), Schachspieler, Schachbuchautor und Verleger
- Thomas Velin (* 1975), Springreiter
- Kristine Roug (* 1975), Seglerin, Olympiasiegerin und dreifache Weltmeisterin
- Maliina Abelsen (* 1976), grönländische Politikerin (Inuit Ataqatigiit), Unternehmerin und Soziologin
- Tine Rasmussen (* 1979), Badmintonspielerin
- Morten Green (* 1981), Eishockeyspieler
- Lotte Friis (* 1988), Schwimmerin
- Frederik Hougaard Nielsen (* 1988), Basketballspieler
- Caroline Bonde Holm (* 1990), Stabhochspringerin
- Alexander Bak (* 1991), Basketballspieler
- Pernille Kaae Høier (* 1991), Schauspielerin
- Christian Heldbo Wienberg (* 1991), Schauspieler
- Amalie Milling (* 1999), Handballspielerin